# Novo Naselje
Novo Naselje (cyr. Ново Насеље) – wieś w Bośni i Hercegowinie, w Republice Serbskiej, w mieście Bijeljina. W 2013 roku liczyła 832 mieszkańców.